# Bic (компания)
Bic, или Société Bic, — французская компания, располагающаяся в Клиши-ла-Гаренн (пригород Парижа). Занимается производством потребительских товаров — шариковых ручек, бритв, зажигалок.

## История
Компания была основана в октябре 1945 года Марселем Биком, бывшим руководителем производства на чернильной фабрике, и Эдуардом Буффаром. Основным направлением компании стало производство деталей для перьевых ручек и механических карандашей. К этому времени стали набирать популярность шариковые ручки, однако они были всё ещё ненадёжными и часто протекали.
Bic расширила свой бизнес, начав производство стержней для шариковых ручек, а затем в 1950 году выпустив на рынок свои собственные шариковые ручки «Bic Cristal Pen». Низкая цена и надёжность способствовали коммерческому успеху фирмы на европейском рынке, к 1955 году оборот компании Бика достиг 5 млн долларов. В 1953 году компания была официально зарегистрирована под названием Société Bic.
Следующим этапом развития компании стал выход на рынок США. В 1958 году за 1 млн долларов была куплена 60-процентная доля в Waterman Pen Company, старейшей компании по производству перьевых ручек. Эта компания была переименована в Waterman-BIC Pen Corporation, а её штаб-квартира перенесена в Милфорд (Коннектикут). Однако к этому времени рынок США был наводнён низкокачественными ручками. Основную долю рынка держала дочерняя компания Gillette PaperMate, находясь в сегменте более дорогих ручек. Чтобы исправить ситуацию, Waterman-BIC провела агрессивную рекламную телевизионную кампанию, дабы убедить, что 29-центовая ручка не уступает по качеству стоящей в несколько раз дороже продукции конкурентов. Усилия овенчались успехом: к 1967 году компания продавала более 500 млн ручек ежегодно, заняв около 60 % рынка.

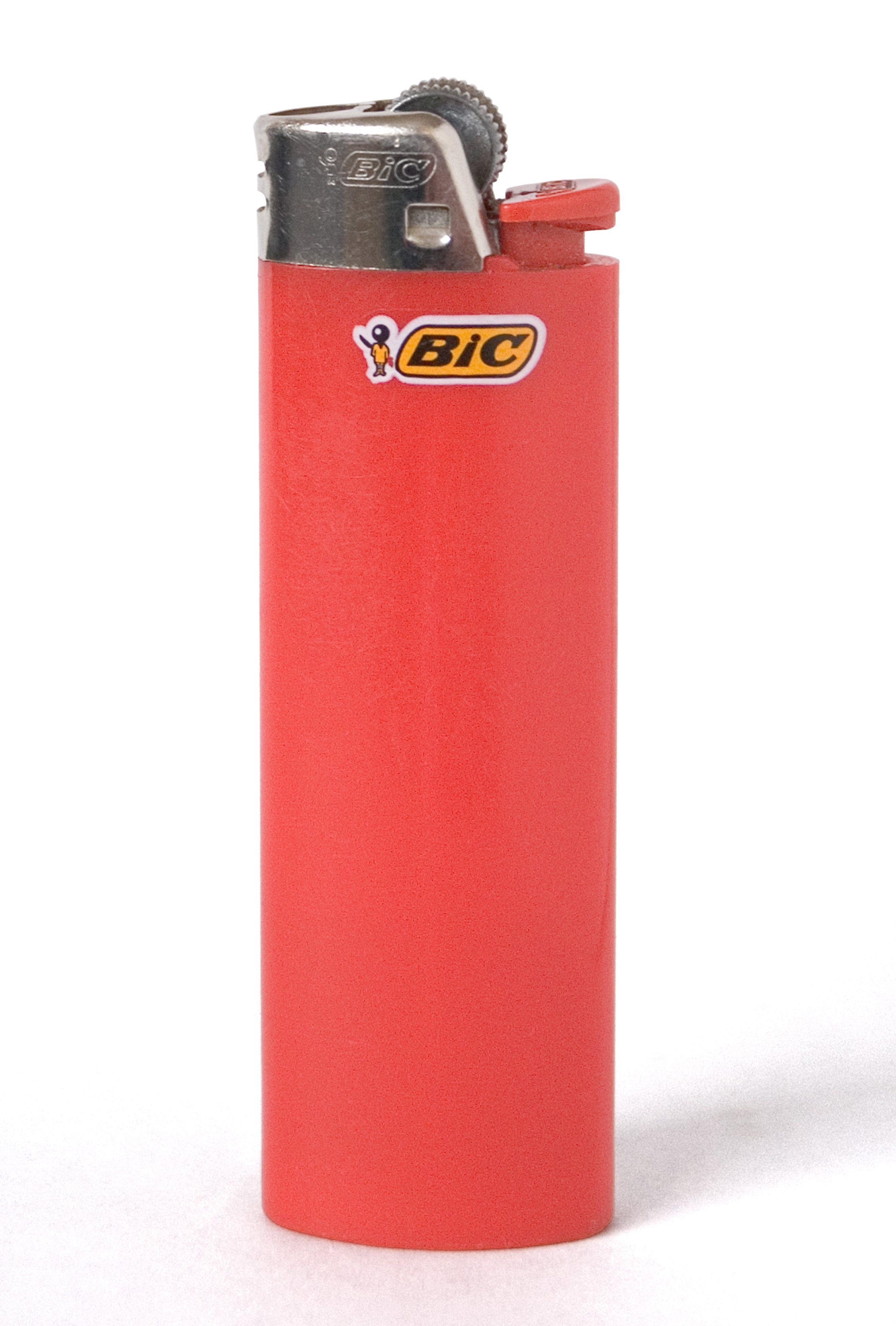
Зажигалка Bic

В 1970 году Gillette приобрела компанию S. T. Dupont Paris, основной продукцией которой были дорогие аксессуары для курения, включая зажигалки. В 1972 году компанией была представлена зажигалка Cricket, быстро захватившая новый рынок. Чтобы отвоевать рынок, Bic вновь прибегла к агрессивной телерекламе со слоганом «Flick my BIC». Вкупе с жёсткой ценовой войной Bic удалось вытеснить конкурента — в 1984 году Gillette, признав поражение, продала производство зажигалок Cricket шведской фирме Swedish Match.
В 1975 году Société Bic начала продажи одноразовых бритв в Европе. Через два года они были представлены на рынок США, конкуренция с Gillette началась и в этом сегменте потребительских товаров. К 1979 году Gillette и BIC имели по 50 % рынка, но в конце 1980-х годов Gillette решила прекратить выпуск одноразовых бритв, сосредоточившись на сменных картриджах и бритвенных системах.
В 1982 году дочерняя компания в США была переименована в BIC Corporation. В том же году компания начала выпуск досок для виндсерфинга. В апреле 1987 года в газете The New York Times была опубликована статья, в которой утверждалось, что по крайней мере 3 человека погибли из-за зажигалок BIC; компании пришлось признать, что при небрежном обращении её зажигалки могут протекать или самовоспламеняться, и что ранее ею были улажены десятки судебных исков выплатами от 5 до 500 тысяч долларов.
В 1992 году была куплена компания Wite-Out Products, производитель корректирующей жидкости. В 1994 году главой Société Bic стал Брюно Бик, сын основателя. В 1997 году была приобретена базировавшаяся в Айове Sheaffer Group, выпускавшая дорогие письменные принадлежности (продана в 2014 году). Также в 1997 году был куплен европейский производитель канцелярских корректоров Tipp‑Ex. В 2009 году была куплена 40-процентная доля в индийском производителе канцтоваров Cello, к 2015 году он был поглощён полностью. В 2018 году была куплена фабрика в Кении компании Haco Industries, в том же году было продано подразделение по производству товаров для виндсерфинга. В 2019 году была приобретена нигерийская компания Lucky Stationary. Основными приобретениями в 2020 году стали французская компания Djeep (производитель зажигалок) и американская Rocketbook (электронные блокноты).

## Собственники и руководство
С ноября 1972 года акции Société Bic котируются на Парижской фондовой бирже. Семье Бик по состоянию на 2024 год принадлежало 47,3 % акций и 64 % голосов. Другим крупным акционером была британская инвестиционная компания Silchester International Investors (8,47 %).
- Никос Куметтис (Nikos Koumettis, род. в 1965 году) — председатель совета директоров с мая 2022 года, также возглавляет европейское подразделение The Coca-Cola Company.
- Гонзальве Бик (Gonzalve Bich, род. в 1980 году) — генеральный директор с мая 2018 года, в компании с 2003 года; внук основателя.

## Деятельность
Производственные мощности насчитывают 24 фабрики, из них 9 в Европе (Франция, Греция, Испания), 3 в Северной Америке (США и Канада), остальные в развивающихся странах (Мексика, Бразилия, Тунис, Нигерия, Кения, Индия, КНР).
Выручка компании за 2023 год составила 2,26 млрд евро, её распределение по регионам: Европа — 30 %, Северная Америка — 39 %, Латинская Америка — 20 %, Ближний Восток и Африка — 7 %, Азия и Океания — 4 %.
Подразделения по состоянию на 2023 год:
- Human Expression — письменные принадлежности, другие канцтовары и товары для творчества, а также электронные блокноты Rocketbook и маркеры для временных татуировок; 5,29 млрд шариковых ручек и других единиц продукции, 37 % выручки; второе место в мире после Newell Custom Writing Instruments[англ.];
- Flame for Life — зажигалки; 1,58 млрд зажигалок, 38 % выручки, 1-е место в мире (более половины рынка в Европе и Америке);
- Blade Excellence — бритвы; 2,31 млрд одноразовых бритв, 24 % выручки; 3-е место в мире (7 % рынка);
- другая продукция — 1 %.